# Травна система
Травна́ систе́ма, або травний тракт, або травна трубка — система органів у багатоклітинних організмів, призначена для переробки й видобування з їжі поживних речовин, всмоктування їх у кров і виділення з організму неперетравлених залишків (кінцевих продуктів життєдіяльності). Травна система складається з травної трубки та розміщених за її межами залоз, секрет яких надходить до травного каналу.
У медицині також використовують не зовсім коректну назву шлунково-кишковий тракт та абревіатуру ШКТ.[джерело?] Існує й поняття травного каналу, де відбувається механічна обробка їжі — її подрібнення, перемішування, розчинення; він є транспортною системою, якою просуваються харчові маси. Тут їжа також зазнає хімічної обробки травними соками, що містять необхідні ферменти. У травному каналі відбувається всмоктування низькомолекулярних органічних речовин — продуктів реакцій розчеплення; травний канал виводить неперетравлені залишки їжі з організму. Травний канал складається з ротової порожнини, глотки, стравоходу, шлунка, тонкої і товстої кишки, яка закінчується прямою кишкою з анальним отвором.

## Функції травної системи
Виділення ферментів та інших речовин у складі слини, шлункового, підшлункового, кишкового соків та жовчі становить секреторну функцію. Всмоктування поживних речовин здійснюється слизовою оболонкою шлунку, тонкої та товстої кишок. Поряд з цими функціями органи травлення здійснюють видільну функцію, яка полягає у виведенні з організму деяких продуктів обміну речовин.

## Будова травної системи тварин
У більшості тварин травна система влаштована за однаковим принципом. Шлунково-кишковий тракт є суцільною трубкою, що сполучає ротовий отвір з анальним, по якій в каудальному напрямку переміщаються харчові маси, які розщеплюються на дрібніші, придатніші до всмоктування частинки. У фізіологічному та морфологічному відношенні травний тракт поділяють на три відділи:
- передній — представлений ротовою порожниною, глоткою і стравоходом. Основна функція цього відділу полягає в механічній та початковій хімічній обробці їжі;
- середній — охоплює шлунок, тонку і частково товсту кишку до її каудальної частини. Основними функціями цього відділу є хімічна обробка їжі, а саме її перетравлення, всмоктування поживних речовин у кровоносне і лімфатичне русло. Тут формуються калові маси з неперетравлених залишків їжі;
- задній — представлений каудальною частиною прямої кишки, що забезпечує виділення неперетравлених залишків їжі поза межі травного каналу.

Проте у різних тварин є деякі відмінності в будові травної системи, які часто бувають пов'язаними з особливостями їх живлення. Так, у тварин, що харчуються м'ясом, кишковий канал коротший ніж у травоїдних тварин. Деякі тварини мають багатокамерний шлунок. Кількість зубів також розрізняється у різних видів тварин.

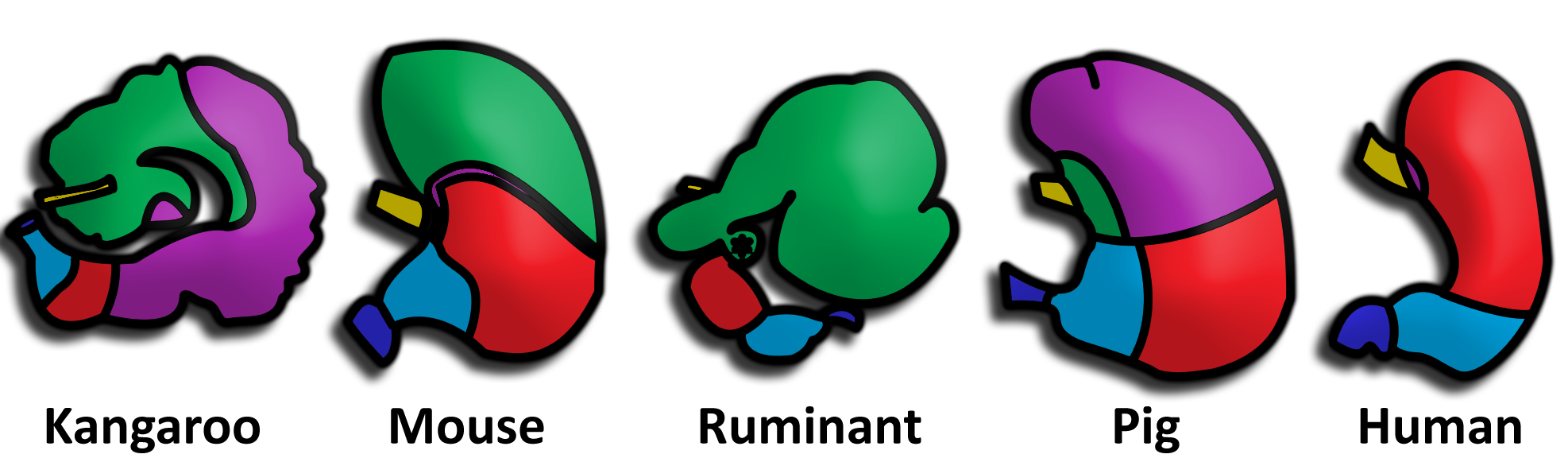
Порівняння будови шлунку різних ссавців: кенгуру, миші, жуйної тварини, свині та людини

## Будова травної системи людини

Схема травної системи людини

### Травний канал
Травний канал — порожниста трубка завдовжки 8-10 м (у дорослої людини), що проходить через усе тіло і поділяється на такі відділи:
- Ротова порожнина із зубами, язиком і слинними залозами.
- Глотка.
- Стравохід.
- Шлунок.
- Тонка кишка, включаючи підвідділи:
  - дванадцятипала кишка
  - порожня кишка
  - клубова кишка
- Товста кишка, включаючи підвідділи:
  - сліпа кишка з червоподібним відростком
  - ободова кишка зі своїми підвідділами:
    - висхідна
    - поперечна ободова кишка
    - низхідна ободова кишка
    - сигмоподібна кишка

  - пряма кишка з широкою частиною — ампулою прямої кишки, і дистальною, нижньою частиною — задньопрохідним каналом з анальним отвором.

### Допоміжні органи
Перетравлення їжі відбувається на всіх етапах її проходження по шлунково-кишковому тракту. Активна роль в цьому процесі відведена травним ферментам. Ферменти містяться у виділеннях у травний канал соку декількох великих залоз. У ротову порожнину відкриваються протоки слинних залоз, виділена ними слина змочує ротову порожнину і їжу, сприяє її перемішування та формування харчової грудки. Також за участю ферментів слини амілази і мальтози у ротовій порожнині починається перетравлення вуглеводів.
У тонку кишку, а саме у дванадцятипалу кишку, виділяються сік підшлункової залози і золотисто-жовтий секрет печінки — жовч. Сік підшлункової залози містить бікарбонати і ряд ферментів, наприклад, трипсин, хімотрипсин, ліпазу, панкреатичну амілазу, а також нуклеази. Жовч, перш ніж потрапити в кишечник, накопичується в жовчному міхурі. Ферменти жовчі поділяють жири на дрібні краплі, що прискорює розщеплення їх ліпазою.

### Гістологія
Стінка травної трубки утворена чотирма оболонками:
- слизова оболонка — включає:
  - епітеліальну пластинку — утворює бар'єр із вибірковою проникністю на межі зовнішнього і внутрішнього середовищ. Вона має ряд особливостей у різних відділах травної трубки. У передньому вона представлена багатошаровим плоским незроговілим, або частково зроговілим епітелієм, як і в задньому відділі. У середньому відділі стає одношаровим призматичним епітелієм. На поверхню епітелію виділяються секрети залоз, кінцеві секреторні відділи яких розташовуються в стінці травної трубки;
  - власна пластинка — розміщується під епітелієм, відмежована від нього базальною мембраною та представлена пухкою волокнистою сполучною тканиною, в якій проходять кровоносні та лімфатичні судини
  - м'язова пластинка — лежить на межі із підслизовою оболонкою та утворена 1-3 шарами гладеньких м'язових клітин. Її скорочення сприяє зміні рельєфу слизової оболонки. У деяких відділах травної трубки, а саме в ротовій порожнині, м'язова пластинка слизової оболонки відсутня.
- підслизова — складається з пухкої волокнистої сполучної тканини, яка містить у стравоході та дванадцятипалій кишці кінцеві секреторні відділи екзокринних залоз. Її присутність забезпечує рухомість слизової оболонки та формування складок;
- м'язова — утворена, як правило, двома шарами м'язових елементів — зовнішнім поздовжнім і внутрішнім циркулярним, між якими в прошарках пухкої волокнистої тканини шлунка та кишки розташовуються міжм'язові нервові сплетення Авербаха. Більша частина травної трубки, а саме її середній відділ, утворений гладенькою м'язовою тканиною. Передній і задній — утворені поперечнопосмугованою м'язовою тканиною. Скорочення цієї оболонки забезпечують перемішування та пересування вмісту травної трубки;
- зовнішня — в передньому і задньому відділах представлена пухкою волокнистою сполучною тканиною — адвентиційною оболонкою, де вона нерухомо зв'язана з органами, які її оточують. У середньому відділі вона утворена пухкою волокнистою сполучною тканиною, що вкрита одношаровим плоским епітелієм — серозна оболонка.